# روزه بهائی
سید علی محمد باب حکم ۱۹ روز روزه را در ماه علاء در تقویم جدیدش بر پیروان خود واجب نمود. بهاءالله در کتاب اقدس حکم روزه و این تقویم را پذیرفت و جزئیات و احکام آن را تغییر داد.

## تقویم بهائی
در تقویم بهائی که یک تقویم خورشیدی است و با نوروز آغاز می شود، هر سال دارای ۳۶۵ روز (و در سالهای کبیسه ۳۶۶ روز ) است. این تقویم شامل ۱۹ ماه ۱۹ روزه است که جمعاً ۳۶۱ روز می‌شود و چهار روز باقی‌مانده که در سالهای کبیسه پنج روز است به « ایام هاء» موسومند و «بهائیان» آنها را به مهمان نوازی و بخشش برای محتاجین میگذرانند. ایام هاء بعد از ماه ۱۸ و قبل از آخرین ماه بهائی شهر العلاء (ماه بلند مرتبگی) قرار دارد، شهرالعلاء در تقویم بهائی ماه صیام (روزه) است که همه ساله پس از پایان «ایام هاء» شروع شده و تا روز سال تحویل (نوروز) ادامه دارد. هر سال عید صیام بهائی و اول عید نوروز بر هم منطبقند.

## احکام روزه
در این آئین، روزه بر هر فرد بهائی که بین ۱۵ (سن بلوغ در دیانت بهائی) تا ۷۰ سالگی تمام داشته باشد واجب است. بهائیان در شهرالعلاء از طلوع تا غروب خورشید از خوردن و آشامیدن و استعمال دخانیات پرهیز کرده، آداب روزه را بجا می آورند. مسافرین، زنان شیرده، خانمها در هنگام جریان عادت، زنان باردار، بیماران، و کسانی که در ایام روزه به کارهای شاقه (سخت) مشغول باشند از روزه گرفتن معافند. بهاءالله در این باره می گوید که اگر کسی در شهرالعلاء نتوانست روزه بگیرد بهتر است که برای احترام به این حکم پروردگار و بزرگداشت مقام روحانی این حکم از تظاهر به روزه نبودن بپرهیزد.
روزه برای نذر و عهد خارج از شهرالعلاء جایز است، اما بهائیان معتقدند که هرگونه عهد و نذری بهتر است برای اموری باشد که سودش به بشریت برسد.

## اهداف
در دیانت بهائی هدف از روزه مبارزه با هوای نفس است. در این ایام از طلوع تا غروب آفتاب از جمیع آنچه خوردنی،نوشیدنی، استعمال دخان، و حتی استفاده از صحبتها و گفتاری که مانع رشد قوای روحانی شخص است باید پرهیز کرد. نادر سعیدی در صفحه ۲۶۴ کتاب «پیامبر و تمدن» اشاره می کند به این که بهاءالله پیروی از احکامش را برای پیشرفت تعالیمش و جلب اعانت خداوند برای تکامل روحانی فرد میداند. سعیدی در تعالیم بهاءالله بین اعتقاد  داشتن به پروردگار، قبول کردن دستورهاش و انجام آن دستورها یک نوع هماهنگی می‌یابد. اعمال نماز و روزه که بنا بر کتاب ایقان بهاءالله به عنوان آفتاب و ماه در آسمان دیانت یاد شده اند از اولین احکامی هستند که برای پیروان قرار گذاشته شده اند.

## آثار بهائی
این ایام را اساسا دوره ای برای دعا، تفکَر و تجدید قوای روحانی برشمرده و مؤمنین را به کوشش در تجدید نظر لازم در بهبود و تقویت روحانی خویش دعوت کرده، و به اهمیت روحانی این حکم که در حقیقت نشانه ای از پرهیز از خودخواهی و هواهای نفسانی در تمام امور است تأکید می کنند.
طبق تأکید شوقی افندی، لازمه حیات معنوی داشتن صفای باطن است که در اثر پرورش نیروهای روحانیِ نهفته در وجود انسان ایجاد می شود. این نیروها باید در این ایام خاص که بهأءالله هر لحظه اش را دارای قوای عظیمه دانسته به روح و جان آدمی توانائی و طراوت خاص بخشد.